# Cameraria hexalobina
Cameraria hexalobina là một loài bướm đêm thuộc họ Gracillariidae. Nó được tìm thấy ở Nam Phi.
Ấu trùng ăn Hexalobus glabrescens và Hexalobus monopetalus. Chúng ăn lá nơi chúng làm tổ.